# BP Motellet
BP Motellet var Danmarks første motel. Det åbnede 3. juni 1955 ved den nyåbnede omfartsvej A1 ved Roskilde.
Motellet eksisterer ikke længere. Det nuværende ældste motel i Danmark er Wittrup Motel.